# Mala praxis
Mala praxis es un término que se utiliza para referirse a la responsabilidad profesional por los actos realizados con negligencia. La forma más conocida de la mala praxis es la negligencia médica o mala praxis médica, pero la misma también se aplica a otros ámbitos profesionales como la abogacía, la contabilidad pública, la economía, el tratamiento psicoterapéutico, entre otros.[cita requerida]

## Medicina
En Medicina una mala praxis es un término empleado para indicar una mala gestión «por acción o por omisión» en la obtención de un diagnóstico, en la prescripción de medicación o en una manipulación en el cuerpo en el paciente (en una operación, de cara a reclamar la responsabilidad de los médicos en los problemas que hayan podido derivar).